# Isabelle Adjani
Isabelle Adjani, francoska igralka, * 27. junij 1955, Pariz.
Rodila se je kot hči Alžirca turškega porekla in Nemke. Isabelle Adjani velja za najbolj nadarjeno igralko svoje generacije, ki je posnela le malo filmov, vendar za svoje vloge dobiva številne nagrade. Je edina francoska igralka, ki je dobila pet cezarjev za glavno žensko vlogo (francoski oskarji), sicer pa je prejela že dve cannski zlati palmi (za filma Quartett in Possession), berlinskega srebrnega medveda (za vlogo Camille Claudel v istoimenskem filmu), nagrado newyorških kritikov (za L'histioire d'Adele H.), dve nominaciji za oskarja in kup drugih. Znana je po vlogah neuslišanih, strastnih in veličastnih ženskih likov: slavne kiparke Camille Claudel, Hugojeve hčerke Adele, kraljice Margot.
Svojo prvo vlogo je odigrala že pri štirinajstih letih, zares pa je zaslovela pri dvajsetih v Truffautovem filmu Zgodba o Adele H., za kar je prejela veliko nagrad. Po tej vlogi je igrala skoraj izključno v glavnih vlogah, v za evropske razmere velikih produkcijah in delala z največjimi režiserji kot so Truffaut, Polanski, Ivory, Herzog, Saura, Besson, Chereau, Walter Hill. Njena kariera v ameriških filmih ni bila najbolj uspešna, pa tudi v Evropi igra vse bolj redko in zgolj še vloge, ki so ji pisane na kožo. Glede na izbor vlog, javno podobo, videz in način življenja je morda še zadnja predstavnica velikih evropskih div, kar jo umešča v serijo igralk kot so Marlene Dietrich, Greta Garbo, Sophia Loren ali Catherine Deneuve.